# Верхний Машляк
 Верхний Машляк — деревня в Рыбно-Слободском районе Татарстана. Входит в состав Большемашлякского сельского поселения.

## География
Находится в центральной части Татарстана у на расстоянии приблизительно 41 км на северо-восток по прямой от районного центра поселка Рыбная Слобода у речки Шумбут. 

## История
Основана не позднее 1710 года переселенцами из села Янцевары. В начале XX века здесь уже была земская школа. Относится к числу населенных пунктов с кряшенским населением.

## Население
Постоянных жителей было: в 1782 году - 80 душ мужского пола, в 1859 - 294, в 1897 - 447, в 1908 - 558, в 1920 - 509, в 1926 - 423, в 1938 - 370, в 1949 - 285, в 1958 - 237, в 1970 - 200, в 1989 - 103, в 2002 году 178 (татары 99%, фактически кряшены), в 2010 году 162.